# نابتة (علم الأمراض)
النابتة أو النبت أو الكساء النباتي في الطب هي نمو غير طبيعي في الجسم وسُميت بذلك باعتبارها متشابهه في نموها مع الكساء النباتي، وغالبًا ما يرتبط هذا المصطلح بالتهاب الشغاف.
يمكن للنابتة أن تكون مصنوعة من الفايبرين والصفائح الدموية.

## أنواع
ترتبط بعض الحالات المرضية بنماذج نباتية محددة:
| الحالة المرضية                                                      | الحجم      | قابلية العدوى          |
| ------------------------------------------------------------------- | ---------- | ---------------------- |
| التهاب الشغاف العدوائي المصاحب لبكتريا للمكورة العنقودية الذهبية    | كبيرة عادة | نعم                    |
| الحمى الروماتزمية المصاحبة لبكتيريا العقدية المقيحة                 | صغيرة عادة |                        |
| التهاب الشغاف بحسب ليبمان ساكس المصاحب لمرض الذئبة الحمامية الشاملة | صغيرة      | لا (خالية من الجراثيم) |
| التهاب الشغاف الخثاري اللاجرثومي                                    | صغيرة      | لا (خالية من الجراثيم) |